# Journée mondiale du rire
La journée mondiale du rire ou journée internationale du rire est un journée internationale qui existe depuis 1998. Elle a lieu le 1er dimanche du mois de mai.

## Histoire
À Bombay, le docteur Madan Kataria constate que « les patients qui guérissent le mieux sont ceux qui sont les plus joyeux ». En 1995, il enseigne un yoga spécifique basé sur le rire « sans raison » qui permet le massage interne et la libération d’endorphines. Le rêve du Dr Kataria est d'arriver à la paix mondiale grâce au rire.
L'édition 2020 sera la première à réunir les rieurs du monde entier via les plateformes de téléconférence. Tous les continents seront unis pour rire ensemble à l'occasion de cette Journée mondiale du rire.[Passage à actualiser]

## Géographie
En France, au Canada et dans plusieurs pays, la Journée mondiale du rire est célébrée chaque année. En France, elle l'a été pour la première fois en 2003, par l'École Internationale du Rire lors du Rassemblement International des Rieurs qui se déroule, selon les années, à Paris ou à Frontignan. L'intérêt pour cette journée internationale continue de croître partout à travers le monde et des milliers de personnes se rassemblent pour souligner cette journée et rire ensemble pour la paix mondiale.

## Objectif
Désormais, chaque année la célébration de la Journée Mondiale du Rire est une manifestation positive pour la paix mondiale. L'objectif est de construire une conscience globale de fraternité et d'amitié par le rire.

## Popularité
La popularité de la journée a augmenté de façon exponentielle. Aujourd'hui, on compte des milliers de Clubs de Rire à travers le monde[pertinence contestée].